# Danijela Martinović
Danijela Martinović (ur. 15 lipca 1971 roku w Splicie) – chorwacka piosenkarka pop.
W trakcie kariery śpiewała w kilku duetach z wykonawcami, takimi jak m.in. Kemal Monteno, Miroslav Škoro, Martin Vučić, Marko Perković Thompson i Halid Bešlić.

## Życiorys
W latach 1990–1996 była wokalistką zespołu Magazin, z którym wydała trzy albumy studyjne: Da mi te zaljubit u mene (2001), Došlo vrijeme (1993) i Simpatija (1994).
W 1996 rozpoczęła karierę solową od wydania albumu studyjnego pt. Zovem te ja. W 1998 z utworem „Neka mi me svane” zwyciężyła na festiwalu Dora i reprezentowała Chorwację w finale 43. Konkursu Piosenki Eurowizji w Birmingham, w którym zajęła piąte miejsce. W tym samym roku wydała album pt. To malo ljubavi, który rozszedł się w ponad 100 tys. egzemplarzach, za co uzyskała certyfikat platynowej płyty. W 1999 wydała album pt. I po svjetlu i po mraku, za którego sprzedaż w ponad 45 tys. nakładzie uzyskała kolejny w karierze certyfikat platynowej płyty. W tym samym roku wystąpiła na festiwalu Melodije Jadrana 1999, a w 1999 i 2000 zaśpiewała na festiwalu muzycznym w Splicie. W 2001 wydała album pt. Pleši sa mnom. W 2003 wystąpiła na festiwalu Hrvatski Radijski Festival 2003 i nagrała album świąteczny pt. Božić s Danijelom, a wpływy z jego sprzedaży przekazała szpitalowi dziecięcemu w Zagrzebiu. W 2005 z utworem  „Za tebe rodena” zajęła trzecie miejsce w finale festiwalu Dora. Piosenką promowała swój album pt. Oaza, który wydała w 2005. W następnym roku z utworem „Oci od safira” zajęła 14. miejsce w finale Dory 2006. W tym samym roku wydała płytę pt. Canta y baila con Danijela i pierwszy w karierze album kompilacyjny pt. Zlatna kolekcija, na którym umieściłą swoje największe przeboje. W 2007 po raz kolejny w karierze wystąpiła na festiwalu w Splicie. W 2008 wydała singiel „Ko će tebe mi zaminit”, który stał się przebojem w kraju oraz w Niemczech, Szwecji i Holandii. Utworem promowała album pt. Danijela pjeva hitove Đorđa Novkovića – Nek živi ljubav, na której umieściła piosenki napisane przez zmarłego rok wcześniej Đorđa Novkovicia. W 2011 wydała album pt. Unikat.
W 2006 wypuściła do sprzedaży własną linię perfum La La. Wydała trzy książki dla dzieci: „Da Ma” (2006), „Dama pleše na kiši” (2008) i „Šalabahter života” (2016).

## Życie prywatne
Pochodzi z rodziny o tradycjach rzeźnickich. Była żoną muzyka Marko Perkovicia Thompsona, z którą rozwiodła się w 2006.

## Dyskografia
Albumy studyjne
- Zovem te ja (1996)
- To malo ljubavi (1998)
- I po svjetlu i po mraku (1999)
- Pleši sa mnom (2001)
- Oaza (2005)
- Canta y baila con Danijela (2006)
- Nek’ živi ljubav (2008)
- Unikat (2011)

Albumy świąteczne
- Božić s Danijelom (2003)

## Książki dla dzieci
- 2006 – Da Ma
- 2008 – Dama pleše na kiši
- 2016 – Šalabahter života